# Robert Benchley
Pour les articles homonymes, voir Benchley.
 (août 2025).
Si vous disposez d'ouvrages ou d'articles de référence ou si vous connaissez des sites web de qualité traitant du thème abordé ici, merci de compléter l'article en donnant les références utiles à sa vérifiabilité et en les liant à la section « Notes et références ».
Robert Charles Benchley est un humoriste, acteur, journaliste et scénariste américain né le 15 septembre 1889 à Worcester (Massachusetts) et mort le 21 novembre 1945 à New York (New York) .

## Biographie

### Les années d'études
Robert Benchley fait toute sa scolarité à Worcester, où il participe aux pièces de théâtre itinérantes de l’école. Grâce à l’argent de Lilian Duryea, la fiancée de son frère mort en 1898, il peut aller à l’Académie Philippe Exeter dans le New Hampshire pour sa dernière année d’étude. Benchley s’épanouit dans l’atmosphère de l’Académie et pratique régulièrement des activités extra-scolaires créatives. C’est de cette manière que ces économies s’amenuisent dès la fin du trimestre.
Benchley s’inscrit à l’université Harvard en 1908 avec, à nouveau, l’aide financière de Lilian Duryea. Il intègre la fraternité Delta Upsilon et continue aussi de fréquenter ses amis de l'Académie Phillips Exceter, ce qui ne l’empêche pas d’exceller dans ses études. Il est particulièrement doué en anglais. Son humour et son style commencent à se révéler dès cette période. Benchley est souvent sollicité pour divertir ses frères de la fraternité. Ses imitations de camarades et de professeurs deviennent très populaires ; ses performances lui donnent une réputation locale. Beaucoup de programmes de divertissements sur le campus et de multiples rencontres en dehors font appel à lui.
Pendant ces deux premières années à Harvard, il travaille pour le Harvard Advocate et le Harvard Lampoon. Il est élu au tableau des directeurs du Lampoon lors de sa troisième année. Son élection est unanime puisqu’il est le responsable des publications d’art et que les élus du tableau sont forcément les écrivains les plus talentueux de l’équipe. Sa position au Lampoon lui ouvre un grand nombre de portes et il est très vite nommé au Signet Society. Il devient également le seul membre étudiant du Boston Papyrus Club la même année.
En même temps qu’il s’acquitte de ses responsabilités au Lampoon, il joue dans des pièces de théâtre, entre autres celles de Hasty Pudding telles que The Crystal Gaze et Below Zero. Benchley ne s’écarte pas de ses projets puisqu’il commence à réfléchir sérieusement à une carrière après l’université.
Charles Townsend Copeland, un professeur d’anglais, lui recommande de se mettre à l’écriture. Benchley et son futur illustrateur, Gluyas Williams du Harvard Lampoon, pensent commencer un travail d’écriture et d’illustration en indépendant pour des revues de théâtre. Un autre professeur d’anglais recommande à Benchley de parler avec la Curtis Publishing Company mais Benchley est dès le départ contre cette idée et en fin de compte il accepte un emploi au bureau du service administratif de Philadelphie. À cause d’un échec scolaire dû à une maladie, lors de sa dernière année, il ne veut pas recevoir son diplôme des Arts de Harvard jusqu’à l’obtention de toutes ses unités d’enseignement en 1913 et prend un poste à la Curtis Company très vite après avoir reçu son diplôme.

### Les débuts
À la Curtis Publishing Company, Benchley fait un travail de rédaction pendant l’été qui suit son obtention du diplôme. Il fait en parallèle des petits boulots comme la traduction d’un catalogue en français pour le musée des beaux-arts de Boston. En septembre 1913, il est engagé à temps plein dans l’équipe de la Curtis Company. Il prépare des textes pour leur nouveau magazine, Obiter Dicta. Le premier numéro est critiqué de manière catégorique par la direction qui le trouve trop technique, désordonné et sans dynamisme. Les choses ne s’améliorent pas pour Benchley et Obiter Dicta. De plus, une farce malvenue lors d’un banquet de la Company envenime davantage ses relations avec ses supérieurs. Il poursuit ses tentatives pour trouver sa propre voie au sein de la publication mais Benchley et la Curtis Company ne forment pas une bonne équipe. Il décide donc de partir puisqu’elle voulait se séparer de lui. Au même moment, on lui propose un poste à Boston avec un meilleur salaire.
Benchley effectue un bon nombre de boulots similaires les années suivantes. Il participe au discours public qui suit le tournoi annuel de football opposant Harvard et Yale en 1914 et il raconte une farce qui met en scène le « professeur Soang » faisant une séance de questions-réponses sur le football en Chine.
Alors qu’il fait toujours sourire son public, Benchley continue son travail comme indépendant, il écrit notamment sa première pièce rémunérée pour Vanity Fair en 1914, intitulée Hints on Writing a Book. C’est une pièce parodique très populaire à l’époque. Les pièces de Benchley sont achetées de temps en temps par Vanity Fair mais ses travaux principaux se tarissent, il obtient alors une place au New York Tribune. Il commence à y travailler tout d’abord en tant que reporter. Il est incapable d’obtenir des déclarations de personnes qui sont citées dans les autres journaux, mais il a plus de succès en allant couvrir les conférences qui ont lieu aux alentours de la ville. On lui promet une place au Tribune’s Sunday au moment où sa carrière se lance. Il est attaché à l’équipe du magazine où il est très vite engagé. Finalement il devient rédacteur en chef. Il écrit deux articles par semaine : une critique de livres et un article de fond dont il choisit le sujet. La liberté donne à son travail un nouveau souffle, le succès de ses pièces dans les magazines parvient à convaincre ses supérieurs de lui donner une chronique dans le journal.
Benchley remplace temporairement un journaliste pour P.G. Wodehouse à Vanity Fair, au début de l’année 1916, pour écrire des critiques de théâtre. Son travail à Vanity inspire un de ses collègues du Tribune pour faire des sujets originaux, mais la situation au magazine se détériore et le Benchley pacifiste s’attriste du point de vue de la Tribune sur la Première Guerre mondiale. Les directeurs du magazine sont mécontents, le ton monte et les irrévérences se multiplient.
En 1917, Tribune arrête la publication du magazine. Benchley se retrouve à nouveau sans travail, il entend parler d’un poste de rédacteur à Vanity Fair mais ce projet tombe à l'eau. Il décide de continuer comme indépendant et tente de se faire un nom. Sa tentative de travail indépendant ne se profile pas bien, il vend une seule pièce à Vanity et accumule d’innombrables refus pendant deux mois. Un travail d’attaché de presse pour William A. Brady, un producteur de Broadway, se présente. Benchley décroche le poste contre les conseils de ses pairs. Cette expérience se passe mal, car il est difficile de travailler avec Brady. Benchley se résigne et accepte un poste de directeur de publicité pour Aircraft Board, du gouvernement fédéral au début de 1918. Cette expérience n’est pas meilleure et quand l’opportunité de retourner à Tribune (redémarrant) s’offre à lui, il accepte car la direction a changé.
Au Tribune, Benchley et le nouveau directeur, Ernest Gruening, sont responsables du supplément illustré, Tribune Graphic. Les deux parviennent à un compromis pour garder leur indépendance mais le reportage de Benchley sur la guerre est percutant. Son point de vue sur les relations entre régiments africains et américains sont aussi provocants que les images d’un lynchage dans le Sud des États-Unis, ce qui vaut à Benchley et Guening un examen minutieux demandé par la direction. Entre autres, on les accuse d’être pro-allemands (les États-Unis combattent l’Allemagne à ce moment-là). Benchley donne sa démission dans une lettre brève en soulignant le manque « de preuves raisonnables que le Dr Gruening est coupable de… charges portées contre lui… » et les tentatives de la direction pour « souiller sa personne et sa carrière journalistique alors que c’est la seule personne depuis trois ans qui avait réussi à faire de la Tribune un vrai journal. »
Benchley est contraint de prendre un poste de publicitaire au Liberty Loan Program, et il continue également son travail de pigiste jusqu’à ce que Collier’ s le contacte pour un travail de directeur adjoint. Benchley accepte l’offre pour voir si Vanity Fair peut surenchérir, car il sait bien que c’est la meilleure des revues. Vanity lui offre un poste de directeur général. Benchley accepte, il commence ce travail en 1919.

### L'expérienceVanity Fair
Benchley débute à Vanity avec Robert Emmet Sherwood — un ancien camarade du Harvard Lampoon — ainsi qu'avec sa future amie et collaboratrice Dorothy Parker, qui succède à P.G. Wodehouse responsable jusqu'alors de la critique théâtrale. La formule de Vanity Fair s’adapte parfaitement au style de Benchley, elle permet à ses articles d’être emprunts d’humour comme dans les parodies. Son travail est publié deux fois par mois. Quelques-unes de ses chroniques, mettant en scène un personnage qu’il a créé, sont signées par son pseudonyme Brighton Perry mais le plus souvent il signe de son nom. Robert Emmet Sherwood, Dorothy Parker et Benchley deviennent très proches. Ils vont déjeuner à l’Algonquin Hotel avec d'autres écrivains , la réunion étant connue sous le nom d'Algonquin Round Table. Quand les directeurs sont en voyage d’affaires en Europe, les trois profitent de la situation pour écrire des articles sur les institutions de théâtre new-yorkaises et ils font des commentaires parodiques sur différents sujets comme l’effet du hockey canadien sur la mode américaine. Ceci inquiète Sherwood car il a senti que ça pourrait compromettre son augmentation à venir.
La situation à Vanity Fair se détériore dès le retour de la direction qui fait circuler une note de service interdisant aux employés la discussion des salaires pour leur montrer leur supériorité hiérarchique. Benchley, Dorothy Parker et Sherwood répondent par une autre note et aussi par des pancartes qu’ils portent autour de leurs cous pour montrer à tous leurs salaires exacts. La direction donne des bulletins d’avertissement pour sanctionner tout retard. Sur l’un d’eux, Benchley rédige un mot d’excuse cynique pour son retard où il est question d’un troupeau d’éléphants sur la 44e rue qui l’a empêché d’être à l’heure. Ses actions contribuent à une détérioration générale des comportements avec comme point culminant le renvoi de Dorothy Parker causé par des plaintes des producteurs de pièces de théâtre qu’elle incendie dans ses critiques. En apprenant la nouvelle, Benchley donne sa démission. L’histoire est publiée dans le Times par Alexander Woollcott qui déjeune avec Benchley, Dorothy Parker et les autres. Comme Benchley a deux enfants lorsqu’il démissionne, Dorothy Parker le voit comme le plus grand acte d’amitié qu’elle ait jamais vu.
Après sa démission, les offres de piges se multiplient. On lui propose 200 dollars pour un simple article dans The Home Sector et un salaire hebdomadaire de pigiste au New York World pour une chronique de revue de livres, trois fois par semaine, ce qui revient au salaire qu’il percevait à Vanity Fair. Sa chronique intitulée « Books and Others Things », dure une année, elle traite de littérature et va même au-delà avec des sujets plus pragmatiques comme la « maçonnerie dans la pratique actuelle ».
Malheureusement pour Benchley, la rédaction d’une chronique pour David Lawrence entraîne la colère des patrons du World et « Books and Others Things » est arrêtée.
Benchley continue de travailler comme pigiste, soumettant des chroniques pleines d’humour à plusieurs journaux, y compris le New Yorker et Life (où un collègue humoriste, James Thurber pense que les articles de Benchley sont la seule bonne raison pour lire ce journal). Il rencontre toujours ses amis à l’Algonquin. Le groupe devient populaire de même que la Table ronde de l’Algonquin. En avril 1920, Benchley décroche une place au Life en tant que critique de théâtre, il occupe ce poste jusqu’en 1929. Finalement, il prend les commandes de la rubrique de théâtre, ses commentaires sont connus pour leur justesse et il les utilise souvent comme une tribune pour des questions qui le préoccupent : du cas le plus insignifiant (les gens qui toussent pendant les pièces) au plus important (l’intolérance raciale).
Les choses changent à nouveau pour Benchley. Les membres de la Table Ronde se sont associés pour écrire une pièce de théâtre. C’est l’auteur J.M. Kerrigan qui leur a lancé ce défi car il en avait assez d’entendre leurs plaintes à propos de la mauvaise saison de théâtre.
No Sirree ! en est le résultat (le nom vient d’un jeu de mots d’un journal européen Le Chauve Souris) sous-titrée « Un divertissement anonyme par le Cercle vicieux de l’hôtel Algonquin ». Benchley participe à la comédie The Treasurer’s Report où il endosse le rôle de quelqu’un de nerveux, d’inquiet et de désorganisé essayant de résumer les dépenses annuelles d’une institution. Les spectateurs et acteurs applaudissent la performance de Benchley qui provoque les plus grands éclats de rire. Souvent la reprise de cette performance est réclamée dans le programme d’évènements. Irving Berlin paie Benchley 500 dollars la semaine pour effectuer sa performance le soir au moment de la Music Box Revue.

### Hollywood et l’appel duNew Yorker
Benchley continue à recevoir des propositions pour sa performance. En 1925, il accepte l’offre sérieuse d’un producteur de film, Jesse L. Lasky. Il lui propose d’écrire un scénario en six semaines pour 500 dollars. Alors que le projet ne donne pas de résultats suffisamment signifiants, Benchley détient un crédit bancaire pour produire des toiles d’arrière-plan pour le film muet de Raymond Griffith intitulé You’d Be Surprised.
Benchley est embauché pour adapter un livre en spectacle à Broadway, Smarty, avec en vedette Fred Astaire. Cette expérience n’est pas positive, les contributions de Benchley sont taxées par l’impôt et le produit final Funny Face ne cite pas son nom. Épuisé, Benchley se déplace pour répondre à un nouvel engagement : une adaptation de The Treasurer’s Report en film. Le tournage est prévu prochainement, Benchley est convaincu qu’il n’est pas assez bon. The Treasurer’s Report est un succès à sa sortie en 1928. Cette année-là, Benchley participe à deux autres films : The Sex Life of The Polyp et The Spellbinder. Ces deux films remportent le même succès et sont acclamés par la critique. Benchley signe un accord pour en produire plus avant de retourner à New-York pour écrire. Comme le disait le journal Life après la démission de Benchley en 1929 : « Mr Benchley a abandonné la critique dramatique pour le cinéma parlant. »
En même temps que Benchley tourne plusieurs courts métrages, il commence à travailler pour le New Yorker en 1925 sous le contrôle d’Harold Ross, un ami de ses amis. Alors que Benchley, de même que ses amis de l’Algonquin, se méfie des engagements qu’il pourrait prendre avec d’autres publications, pour diverses raisons, il fait des piges pendant les premières années pour le New Yorker. Il est appelé tardivement à être critique pour le journal. Il commence par écrire sous le pseudonyme de Guy Fawkes (en référence à l'un des conspirateurs du complot des poudres), ses articles sont très appréciés. Il s’attaque à des problèmes allant du reportage bâclé au fascisme en Europe. C’est ainsi que la publication devient prospère. Benchley est sollicité pour être critique de théâtre au New Yorker en 1929. Il quitte Life et les contributions de Alexander Woollcott et Dorothy Parker deviennent des chroniques régulières dans le journal. Le New Yorker publie en moyenne quarante-huit colonnes de Benchley par an au début des années 1930.
Avec l’essor du New Yorker, il est possible pour Benchley de ne pas retourner travailler à Hollywood pour quelque temps. En 1931, il est convaincu de faire un enregistrement à la Radio Pictures pour un film intitulé Sky Devils. Il joue pour la première fois dans le long métrage The Sport Parade, en 1932. Le travail sur ce film l’empêche d’assister à l’ouverture de la saison d’automne de théâtre, ce qui l’embarrasse (même si le succès relatif de Sport Parade tient au rôle qu’il joue dedans). Mais son attrait pour le cinéma ne désemplit pas. RKO lui propose de signer un contrat d’acteur et de scénariste l’année suivante avec un salaire supérieur à celui qu’il touche au New Yorker.

### How to...
Il retourne à Hollywood pendant la Grande Dépression. Le cinéma parlant avec lequel il a travaillé, connait un succès mondial. Son arrivée le met très vite sur la scène d’un grand nombre de productions. Benchley s’est davantage intéressé à l’écriture qu’au métier d’acteur, pourtant il a eu un rôle des plus importants en incarnant un vendeur dans Rafter Romance et sa performance dans ce film a attiré l’attention de MGM (Metro Goldwyn Mayer) qui souhaite verser à Benchley une belle somme pour s’occuper de plusieurs courts métrages. Au même moment, Benchley décroche une offre pour écrire une colonne publiée au Hearst. Il décide alors, de tourner les courts métrages à New York et d’honorer également la proposition du Hearst. Avant de revenir à New York, il joue un rôle dans Le Tourbillon de la danse, un film avec Clark Gable.
En 1934, Benchley retourne à Hollywood pour terminer le court métrage How to Break 90 at Croquet, de même que le long métrage China Seas, une production Gable. À la fin de ce travail, MGM demande à Benchley d’écrire et de réaliser une courte production inspirée d’une étude sur le sommeil du Mellon Institute commandée par la Simmons Mattress Company. Le film s’intitule finalement How to Sleep et il est tourné en deux jours. Benchley y tient le rôle vedette du dormeur et également du narrateur. Il est acclamé. Ce qui était bien dans ce rôle c’est qu’il n’était pas « sous pression puisqu’il dormait dans le lit la majeure partie du temps ». Le film a été bien accueilli lors des avant-premières. Les promotions prennent la relève. Les seuls à ne pas être satisfaits, ce sont les membres du Mellon Institute qui n’approuve pas que le studio se moque de leur travail de recherche.
Le succès rapide de How to Sleep pousse la MGM à passer une nouvelle commande à Benchley pour deux autres courts métrages : How to Train a Dog, une parodie de techniques de dressage de chien, et How to Behave qui fait la satire des convenances. How to Sleep est nommé àl'Oscar du meilleur court métrage en prises de vues réelles à la 8e cérémonie des Oscars alors que les deux derniers films ne reçoivent pas une bonne critique.
En 1935, il fonde avec ses amis de l'Algonquin le New York Drama Critics' Circle qui récompensera à partir de 1936 la meilleure nouvelle pièce de théâtre de la saison new-yorkaise.
En 1937, Benchley joue un rôle dans un spectacle de music-hall intitulé Broadway Melody of 1938. Dans Live, Love and Learn où il tient son plus grand rôle, il est démoli sévèrement par la critique. Un court métrage qu’il fait pour MGM, A Night at the Movies, est son plus grand succès depuis How to Sleep. En suivant, on lui propose un contrat pour des courts métrages qui sont tournés à New York. Ces films sont réalisés plus rapidement que les précédents. How to Sleep a été tourné en deux jours et How to vote, un des derniers, en douze heures. Les tournages coûtent beaucoup d’argent à Benchley. Il continue de faire deux séances de tournage par jour et se repose quelque temps après ce planning chargé.
L’année 1939 est de mauvais augure pour la carrière de Benchley : après l’annulation de plusieurs émissions de radio, il apprend que la MGM ne souhaite pas reconduire son contrat. Le New Yorker, agacé que la carrière filmique de Benchley ait la priorité, décide d’embaucher un autre critique. Son dernier article écrit, il repart à Hollywood et réalise quelques courts métrages pour la Paramount Pictures. On lui propose aussi deux rôles dans de longs métrages : The Reluctant Dragon de Walt Disney où Benchley joue son propre rôle et Nice Girl? où son interprétation dramatique est remarquée. Il travaille essentiellement comme acteur indépendant puisque son contrat à la Paramount ne lui procure pas assez d’argent. Il passe des castings pour des rôles mineurs dans des comédies romantiques.

### Les dernières années
En 1943, la Paramount ne lui renouvelle pas son contrat. Il signe à nouveau avec la MGM pour un contrat exclusif. Mais la situation n’est pas à son avantage. Le studio l’exploite, Benchley doit s’affairer toute la journée pour achever son travail. Le contrat est honoré avec 4 courts métrages réalisés et il n’a aucune chance pour que la MGM lui renouvelle un contrat.
Après la publication en deux volumes de ses chroniques du New Yorker, il abandonne pour de bon l’écriture en 1943 et signe un contrat de travail avec la Paramount.
La vente de ses livres et son contrat lui offrent une sécurité financière mais il n’est pas pour autant heureux de voir le tournant qu’a pris sa carrière. Weekend at the Waldorf est une expérience particulièrement pénible, pour Benchley l’écriture est médiocre. Il continue à remplir son agenda malgré la cirrhose qu’on lui a diagnostiquée à la suite d'un problème d’alcool qui sévira plus tard dans sa vie. Il achève son année de travail mais son état continue à se détériorer. Il meurt le 21 novembre 1945 à l’hôpital de New York. Sa famille organise des funérailles privées, il est incinéré puis enterré dans le caveau familial sur l’île de Nantucket.

### Vie privée
Robert Benchley avait un frère, Edmund Benchley, de 13 ans son aîné, qui mourra en 1898 lors de la Guerre hispano-américaine. Cette mort aura un effet considérable sur la vie de Benchley.
En juin 1914, il épouse Gertrude Darling qu’il a connue au lycée à Worcester, et avec qui il s'est fiancé pendant sa dernière année à Harvard. Leur premier enfant, Nathaniel, naît un an plus tard. Robert Benchley Junior, leur deuxième enfant, vient au monde en 1919.
Nathaniel deviendra lui aussi écrivain (un auteur reconnu de livres pour enfants) et rédigera la biographie de son père en 1955. Ses deux fils se sont également signalés dans le domaine littéraire: Peter Benchley est connu pour son roman Les Dents de la mer qui a inspiré le film du même nom, et Nat Benchley a écrit et interprété un rôle dans un one man show basé sur la vie de son grand-père Robert Benchley.

## Style
- Si vous ne connaissez pas le sujet, laissez ce bandeau (vous pouvez alors contacter les auteurs).
- Si vous supprimez le contenu mis en cause (vous pouvez préalablement contacter les auteurs),

argumentez précisément cette suppression dans la page de discussion
(un manque de référence n'est pas un argument ; une recherche réelle de référence doit avoir été effectuée, être formellement documentée).
L’humour de Benchley se forge pendant ses études à Harvard. Son talent d’orateur est déjà reconnu par ses camarades et ses amis, mais c’est au Lampoon que son style s’affirme. Le style d’humour qui s’impose est alors le « cracker barrel » (humour populaire) qui s’appuie sur certaines constantes, par exemple les dialectes et le mépris pour l’éducation formelle comme le font les humoristes Artémis Ward et Pétroleum Vesuvius Nasby. Il y a aussi l’humour genteel qui est très littéraire et de nature complexe, c’est Olivier Wendell Holnes qui le rend célèbre. Alors que ces deux humours sont à première vue diamétralement opposés, ils coexistent pourtant dans des magazines tels que Vanity Fair et Life. Le Lampoon emploie essentiellement le second, ce qui convient à Benchley. Ses pièces n’auraient pas eu leur place dans une mise en scène répondant aux règles du style « crackerbarrel ». C’est pourquoi, l’attachement de Benchley pour les jeux de mots et calembours résonnent davantage avec l’humour littéraire comme le montre son succès au New Yorker connu pour le goût raffiné de leurs lecteurs.
Benchley exagère les traits de ses personnages pour qu’ils se différencient de la représentation commune de l’homme. Il les imagine pour créer un contraste entre lui et la masse qui ne fait pas assez preuve de bon sens. Ses personnages ont souvent l’esprit embrouillé par les problèmes de société, ils sont aussi névrotiques. Par exemple, un de ses personnages dans How to Watch Football, trouve qu’il est raisonnable pour un supporter de renoncer à regarder le match en direct et de lire plutôt les résultats dans les journaux locaux. Ce personnage, étiqueté « Little Man » et similaire en beaucoup de façons à ceux de Mark Twain, est inspiré par Benchley lui-même. Ce protagoniste n’apparaît plus dans les textes de Benchley après le début des années 1930, mais il survit dans sa manière de parler et de jouer ses rôles. Ce personnage se manifeste lors de la Ivy Oration de Benchley pour la cérémonie de remise des diplômes de Harvard et apparaît par la suite tout au long de sa carrière, comme pendant The Theasure’s Report dans les années 1920 et son travail dans le cinéma dans les années 1930.
Les pièces du style « current-event » sont d’actualité, elles sont publiées par Vanity Fair pendant la guerre et ne perdent pas leur légèreté. Benchley n’a pas peur de pousser l’amusement (une de ses pièces s’intitule Have you a little german agent in your home?) et ses observations tournent souvent en discours emphatiques contrariés comme dans sa pièce The Average Voter où l’électeur oublie ce que dit le journal… et vote alors directement pour le camp des « republicart ». Cette pièce plus légère n’hésite plus à parler de questions d’actualité, dessinant des analogies entre le football et le patriotisme, le chewing-gum et la diplomatie ou encore les relations économiques avec le Mexique.
Dans ses films, il exagère les traits et emploie la satire. Dans The Treasurer’s Report, le trésorier fait preuve d’une nervosité exacerbée, il met en avant la gêne à expliquer ce sujet particulier dans une association où les membres sont uniquement des femmes. Même les plus longs, aux intrigues resserrées comme Lesson Number one, Furrace Trouble et Stewed, Fried and Borled, montre un Benchley dépassé par des tâches du quotidien. Même le personnage le plus stéréotypé possède des qualités comme le sportif que Benchley joue dans The Sport Parade. Son humour inspirera plus tard bon nombre d’humoristes et de cinéastes.

## Écrits
Robert Benchley est l'auteur de plus de 600 articles, chroniques, critiques et nouvelles, dont un grand nombre a été publié sous forme de recueils :
- Of All Things, Henry Holt a Company, 1921 (22 textes publiés dans Vanity Fair, The New York Tribune, Collier's Weekly, Life et Motor Print)
- Love Conquers All, Henry Holt & Company, 1922 (63 textes publiés dans Life, The New York World, The New York Tribune, The Detroit Athletic Club News et The Consolidated Press Association)
- Pluck and Luck, Henry Holt & Company, 1925 (50 textes publiés dans Life, The Detroit Athletic Club News, The Bookman, College Humor et The Theatre Guild Program)
- The Early Worm, Henry Holt & Company, 1927 (47 textes publiés dans Life, The Detroit Athletic Club News, The New Yorker, College Humoret The Bell Syndicate)
- 20,000 Leagues under the Sea, or David Copperfield, Henry Holt & Company, 1928 (40 textes publiés dans The Bookman, The Detroit Athletic Club News, The Forum, Life, The New Yorker et The Yale Review, avec des illustrations de Gluyas Williams)
- The Treasurer's Report & Other Aspects of Community Singing, Harper and Brothers, 1930
- No Poems, Or Around the World Backwards and Sideways, Harper and Brothers, 1932 (45 textes)
- From Bed to Worse, or Comforting Thoughts about the Bison, Harper and Brothers, 1934 (60 textes)
- My Ten Years in a Quandary, and How They Grew, Harper and Brothers, 1936 (105 textes)
- After 1903 - What?, Harper and Brothers, 1938.
- Inside Benchley, Harper and Brothers, 1942 (50 textes déjà publiés)
- Benchley Beside Himself, Harper and Brothers, 1943 (47 textes déjà publiés, avec des illustrations de Gluyas Williams)

Publications posthumes
- Benchley - Or Else, Harper and Brothers, 1947 (71 textes publiés notamment dans The New Yorker)
- Chips off the Old Benchley, Harper and Brothers, 1949 (77 textes réunis par Gertrude Benchley)
- The « Reel » Benchley, A. A. Wyn, Inc., 1950 (images et scénarios de courts métrages de Benchley)
- The Benchley Roundup, Harper Brothers, 1954 (textes réunis par Nathaniel Benchley) ; rééd. University of Chicago Press, 2001  (ISBN 978-0226042183)
- Benchley at the Theatre: Dramatic Criticism, 1920-1940 by Robert Benchley, Ipswich Press, 1985 (84 critiques théâtrales publiées dans Life et The New Yorker réunies par Charles Getchell)
- Robert Benchley's Wayward Press: The Complete Collection of His the New Yorker Columns Written as Guy Fawkes, Wolf Den Books, 2008 (intégrale des chroniques publiées dans le New Yorker réunies par S. L. Harrison).
- (en) Robert Benchley, The Athletic Benchley : 105 Exercises from the Detroit Athletic Club News, Whitmore Lake, Toronoto, Glendower Media, LLC, 2010, 256 p. (ISBN 978-0-914303-02-2, lire en ligne)

### Textes traduits en français
- Benchley (The Benchley Roundup), traduit par Paulette Vielhomme, avant-propos de Jacques Sternberg, Paris, Julliard, coll. « Humour secret », 1963
- Le Supplice des week-ends (The Benchley Round-up), traduit par Paulette Vielhomme-Callais, Paris, UGE, coll. « 10/18. Domaine étranger » no 1429, 1981  (ISBN 2-264-00361-8) ; réédition, Paris, Robert Laffont, coll. « Pavillons poche », 2010  (ISBN 978-2-221-11510-7)
- La Vie périlleuse du chanteur de basse (My Ten Years in a Quandary, and How They Grew), édition bilingue, traduit par Jeanne Guyon, Paris/Monaco, éditions du Rocher, coll. « Nouvelle », 1999  (ISBN 2-268-03401-1)
- L'Expédition polaire à bicyclette (The Life Polar Expedition), suivi de La Vie sportive aux États-Unis  (Sporting Life in America), traduit par Frédéric Brument, Le Dilettante, 2002  (ISBN 2-84263-064-5) ; réédition, Paris, Points no 2980, 2013  (ISBN 978-2-7578-2786-4)
- Psychologie du pingouin, traduit par Frédéric Brument, Paris, Le Dilettante, 2004  (ISBN 2842630939) ; réédition sous le titre Psychologie du pingouin et autres considérations scientifiques, Paris, Points no 2819, 2012  (ISBN 978-2-7578-2787-1)
- Pourquoi personne ne me collectionne ? ; suivi de Les Crimes fascinants, traduit par Frédéric Brument, Paris, Payot & Rivages, coll. « Série humoristique », 2008  (ISBN 978-2-7436-1807-0) ; réédition, Paris, Rivages, coll. « Rivages poche. Bibliothèque étrangère. Série humoristique » no 662, 2010  (ISBN 978-2-7436-2044-8)
- Démence précoce, traduit par Frédéric Brument, Paris, Payot & Rivages, coll. « Rivages poche. Bibliothèque étrangère » no 568, 2007  (ISBN 978-2-7436-1668-7)
- Remarquable, n'est-ce pas ? (nouvelles), traduit par Paulette Vielhomme-Callais et Fanny Soubiran, lu par L.L. de Mars, 1 disque compact, Toulouse, Éditions Monsieur Toussaint Louverture, 2008  (ISBN 2-952-20817-4)
- Les Enfants, pour quoi faire ?, traduit par Frédéric Brument, Paris, Éditions Wombat, coll. « Les insensés » no 2, 2010  (ISBN 978-2-919186-01-3) ; réédition, Paris, Éditions Wombat, coll. « Poche comique » no 4, 2017  (ISBN 978-2-37498-071-3) ; réédition sous le titre Pourquoi je déteste les enfants, Paris, Points, 2020  (ISBN 978-2-7578-8175-0)
- Pourquoi je déteste Noël, traduit par Frédéric Brument, Paris, Éditions Wombat, coll. « Les insensés » no 7, 2011  (ISBN 978-2-919186-06-8) ; réédition, Paris, Points no 4900, 2018  (ISBN 978-2-7578-7440-0)
- L'Économie pour quoi faire ?, traduit par Frédéric Brument, Paris, Éditions Wombat, coll. « Les insensés » no 23, 2015  (ISBN 978-2-919186-83-9)

## Filmographie

### en tant qu'acteur
- 1928 : The Treasurer's Report (en) de Thomas Chalmers
- 1928 : The Sex Life of the Polyp (en) de Thomas Chalmers
- 1928 : The Spellbinder (en) de Jack Hively
- 1929 : Lesson No. 1 de James Parrott
- 1929 : Furnace Trouble de James Parrott
- 1929 : Stewed, Fried and Boiled de James Parrott
- 1932 : The Sport Parade (en) de Dudley Murphy : annonceur radio
- 1933 : Your Technocracy and Mine de Robert Benchley
- 1933 : Idylle sous les toits (Rafter Romance) de William A. Seiter : H. Harrington Hubbell
- 1933 : Headline Shooter (en) d'Otto Brower : annonceur radio
- 1933 : Le Tourbillon de la danse (Dancing Lady) de Robert Z. Leonard : Ward King
- 1935 : David O. Selznick: 'Your New Producer' : maître de cérémonies
- 1935 : How to Break 90 at Croquet de Leigh Jason
- 1935 : La Malle de Singapour (China Seas) de Tay Garnett : Charlie McCaleb
- 1935 : How to Sleep de Nick Grinde
- 1936 : How to Behave (en) d'Arthur Ripley : lui-même
- 1936 : How to Train a Dog (en) d'Arthur Ripley : présentateur / propriétaire de chien
- 1936 : Piccadilly Jim de Robert Z. Leonard : Bill Macon
- 1936 : How to Vote de Felix E. Feist : lui-même
- 1936 : How to Be a Detective de Felix E. Feist : lui-même
- 1937 : The Romance of Digestion de Felix E. Feist
- 1937 : Le Règne de la joie (Broadway Melody of 1938) de Roy Del Ruth : Duffy
- 1937 : How to Start the Day : présentateur
- 1937 : La Vie, l'Art et l'Amour (Live, Love and Learn) de George Fitzmaurice : Oscar
- 1937 : A Night at the Movies (en) de Roy Rowland : le mari
- 1938 : How to Figure Income Tax de Felix E. Feist
- 1938 : Music Made Simple de Roy Rowland : l'expert musical
- 1938 : An Evening Alone de Roy Rowland
- 1938 : How to Raise a Baby de Roy Rowland : le père
- 1938 : The Courtship of the Newt de Roy Rowland : professeur de zoologie
- 1938 : How to Read de Roy Rowland
- 1938 : How to Watch Football de Roy Rowland : fan de football / annonceur
- 1938 : Opening Day de Roy Rowland : City Treasurer Benchley
- 1938 : Mental Poisede Roy Rowland : Mr. Ostegraf
- 1939 : How to Sub-Let de Roy Rowland : Joseph A. Doakes
- 1939 : An Hour for Lunch de Roy Rowland : Joe
- 1939 : Dark Magic (en) de Roy Rowland : Joseph A. Doakes
- 1939 : Home Early de Roy Rowland : Joe
- 1939 : How to Eat de Roy Rowland : Joe Doakes
- 1939 : The Day of Rest de Basil Wrangell : Joe Doakes
- 1939 : See Your Doctor de Basil Wrangell : Joseph H. Doakes
- 1940 : That Inferior Feeling de Basil Wrangell : Joe Doakes
- 1940 : Home Movies de Basil Wrangell
- 1940 : Correspondant 17 (Foreign Correspondent) d'Alfred Hitchcock : Stebbins
- 1940 : Hired Wife (en) de William A. Seiter : Roger Van Horn
- 1940 : The Trouble with Husbands de Leslie Roush : Joe Doakes
- 1941 : Toute à toi (Nice Girl?) de William A. Seiter : Prof. Oliver Wendel Holmes Dana
- 1941 : The Forgotten Man de Leslie Roush
- 1941 : Crime Control de Leslie Roush : Sgt. Benchley
- 1941 : L'Amour vient en dansant (You'll Never Get Rich) de Sidney Lanfield : Martin Cortland
- 1941 : How to Take a Vacation de Leslie Roush : le mari
- 1941 : Three Girls About Town de Leigh Jason : Wilburforce Puddle
- 1941 : J'épouse ma femme (Bedtime Story) d'Alexander Hall : Eddie Turner
- 1942 : Nothing But Nerves de Leslie M. Roush : Mr. Benchley
- 1942 : The Witness de Mitchell Leisen : Joe Doakes
- 1942 : Mon secrétaire travaille la nuit (Take a Letter, Darling) de Mitchell Leisen : G.B. Atwater
- 1942 : Keeping in Shape de Leslie M. Roush
- 1942 : The Man's Angle de Leslie M. Roush : Joe Doakes
- 1942 : Uniformes et Jupons courts (The Major and the Minor) de Billy Wilder : Albert Osborne
- 1942 : Ma femme est une sorcière (I Married a Witch) de René Clair : Dr. Dudley White
- 1943 : Young and Willing d'Edward H. Griffith : Arthur Kenny
- 1943 : L'Aventure inoubliable (The Sky's the Limit) d'Edward H. Griffith : Phil Harriman
- 1943 : Obsessions (Flesh and Fantasy) de Julien Duvivier : Doakes
- 1943 : My Tomato de Will Jason (en) : Joseph A. Doakes
- 1943 : No News Is Good News de Will Jason (en)
- 1944 : Âmes russes (Song of Russia) de Gregory Ratoff et László Benedek : Hank Higgins
- 1944 : See Here, Private Hargrove de Wesley Ruggles : Mr. Holliday
- 1944 : Her Primitive Man de Charles Lamont : Martin Osborne
- 1944 : Important Business de Will Jason (en) : Joseph A. Doakes
- 1944 : Why Daddy? de Will Jason (en) : Joseph A. Doakes
- 1944 : Janie de Michael Curtiz : John Van Brunt
- 1944 : National Barn Dance (en) : Mr. Mitcham
- 1944 : Une femme sur les bras (Practically Yours), de Mitchell Leisen : juge Robert Simpson
- 1945 : Pan-Americana de John H. Auer : Charlie
- 1945 : La Cinquième chaise (It's in the Bag!) de Richard Wallace : Parker
- 1945 : Boogie Woogie de Duncan Ward : Frederick Stumplefinger
- 1945 : L'Apprentie amoureuse (Kiss and Tell) de Richard Wallace : oncle George
- 1945 : Week-end au Waldorf (Week-End at the Waldorf) de Robert Z. Leonard : Randy Morton
- 1945 : Snafu de Jenny Crook : Ben Stevens
- 1945 : Le Club des cigognes (The Stork Club) de Hal Walker : Tom P. Curtis
- 1945 : Duffy's Tavern de Hal Walker : lui-même
- 1946 : En route vers l'Alaska (Road to Utopia) de Hal Walker : narrateur
- 1946 : Amazone moderne (The Bride Wore Boots) d'Irving Pichel : oncle Todd
- 1946 : Janie Gets Married de Vincent Sherman : John Van Brunt

### en tant que scénariste
- 1926 : Au suivant de ces messieurs (A Social Celebrity) de Malcolm St Clair
- 1926 : Vénus moderne (The American Venus) de Frank Tuttle
- 1926 : You'd Be Surprised d'Arthur Rosson
- 1928 : The Treasurer's Report
- 1928 : The Sex Life of the Polyp (en) de Thomas Chalmers
- 1928 : The Spellbinder (en) de Jack Hively
- 1929 : Lesson No. 1
- 1929 : Furnace Trouble
- 1929 : Stewed, Fried and Boiled
- 1932 : Sky Devils
- 1933 : Your Technocracy and Mine
- 1933 : After Tonight
- 1933 : Le Tourbillon de la danse
- 1934 : La Joyeuse Divorcée
- 1935 : How to Break 90 at Croquet
- 1935 : Murder on a Honeymoon
- 1935 : How to Sleep
- 1936 : How to Behave
- 1936 : How to Vote
- 1936 : How to Be a Detective
- 1937 : The Romance of Digestion
- 1937 : Top of the Town
- 1937 : A Night at the Movies
- 1938 : How to Figure Income Tax
- 1938 : Music Made Simple
- 1938 : An Evening Alone
- 1938 : The Courtship of the Newt
- 1938 : How to Read
- 1938 : How to Watch Football
- 1938 : Mental Poise
- 1939 : How to Sub-Let
- 1939 : Dark Magic
- 1939 : How to Eat
- 1939 : See Your Doctor
- 1940 : That Inferior Feeling
- 1940 : Home Movies
- 1940 : Correspondant 17 (Foreign Correspondent)
- 1940 : The Trouble with Husbands
- 1941 : The Forgotten Man
- 1941 : Crime Control
- 1941 : Le Dragon récalcitrant (The Reluctant Dragon)
- 1941 : How to Take a Vacation
- 1942 : Nothing But Nerves
- 1942 : The Witness
- 1942 : Keeping in Shape
- 1942 : The Man's Angle
- 1943 : No News Is Good News
- 1944 : Important Business
- 1945 : I'm a Civilian Here Myself

### Vidéographie
- (en) Robert Benchley and the Knights of the Algonquin, compilation de 14 courts métrages sortie chez Kino Video en 2006.